# Заверхняя Кичера
Заверхняя Кичера (укр. Заверхня Кичера) — село в Синевирской сельской общине Хустского района Закарпатской области Украины.
Население по переписи 2001 года составляло 164 человека. Почтовый индекс — 90041. Телефонный код — 3146. Код КОАТУУ — 2122486902.